# Chin Gentsai
Chin Gentsai es un personaje ficticio de la saga de videojuegos The King of Fighters. Al parecer fue inspirado por el personaje San Sin de la película Drunken Master, protagonizada por Jackie Chan en los años 70. De nacionalidad china, mide 1.64 cm., pesa 53 kg y su estilo de pelea se basa en el poder psíquico, el Kung Fu y su especialidad : el Suiken (Ataque del borracho). Tiene bajo su tutoría a dos alumnos: Sie Kensou y Athena Asamiya. 
Se desconoce cómo se emparentó con Kensou, pero se sabe que ambos se encontraron con Athena durante un altercado callejero en el que fueron atacados por un sujeto: Athena intervino y los ayudó, y desde entonces Chin la aceptó como discípula, formando un equipo que se conocería como los Psycho Soldiers (soldados psíquicos).

## Saga de Orochi
Chin y su equipo participan en el primer torneo de KOF 94 para probar sus habilidades y porque sentía una aura demoníaca alrededor, la de Rugal que poseía el Poder de Orochi, en dicho torneo, solo vencen al Korea Team, para ser vencidos por el equipo femenino.
Al año siguiente, Chin y sus alumnos vuelven a participar, pero con el mismo resultado, en el torneo KOF del año 96, en esta ocasión vencen al equipo de Mai Shiranui, King y Kasumi Todoh, sin embargo, al aparecer Goenitz, se mantienen al margen de la batalla y dejan todo en manos del Scred Force Team (Kyo, Iori y Chizuru).
En The King of Fighters '97, Chin le prohibió a Athena participar, pero luego de presentarle una carta de una fan, Kaoru Watabe, una discapacitada que se animó a caminar al verla luchar, Chin retiró su decreto y se unió junto con Athena y Kensou en el torneo en el cual, vencen de nuevo al equipo de mujeres, siendo este torneo KOF, el primero donde los Psycho Soldiers llegan a la final, aunque son vencidos por el equipo de Kyo.

## Saga de NESTS
Antes de iniciar el torneo The King of Fighters '99, Chin adoptó a otro muchacho como discípulo: Bao. Era un joven con poderes psíquicos más poderosos que los de sus otros dos protegidos.
Cuando se lleva a cabo la pelea final, el lugar se derrumba. Chin y Bao se salvan, pero Athena queda apresada por una roca. Kensou la salva de la muerte y se reúne con su maestro, quien se da cuenta de que el poder de Kensou, que había desaparecido tiempo atrás, estaba resurgiendo.
En The King of Fighters 2000, sin haber avanzado a la batalla final, por haber perdido de nuevo al inicio del torneo. los Psycho Soldiers permanecieron en las calles de Southtown mientras K' y su equipo peleaban contra Zero. Cuando el cañón láser orbital, que Zero había planeado usar para destruir a NEST se accionó, todo Southtown comenzó a cimbrarse; Bao utilizó sus poderes para desviar una de las ráfagas nuevamente hacia dentro del cañón, lo que ayudó a destruirlo. El incidente lo dañó muy seriamente y los poderes curativos de Athena no fueron de ninguna ayuda.
En el King Of Fighters 2001, los Psycho Soldiers vuelven a participar, en esta ocasión, Chin se da cuenta de que Kensou y Bao, tienen una conexión psíquica relacionada con los poderes de ambos (el poder del Dragón que posee Kensou, más concretamente), ya que Kensou recuperó su poder y Bao se debilitó.

## Saga de Ash
El equipo de Chin no participa en The King of Fighters 2003 debido a que Kensou y Bao partieron a una larga misión de entrenamiento con Chin para enseñarle a Kensou cómo dominar su Espíritu del Dragón. Athena es la única que se queda, uniendo fuerzas con Hinako Shijou y Malin, formando otro equipo.
Para The King of Fighters XI, el equipo volvió, esta vez Chin se ausentó, pero envía a Athena y Kensou con Momoko, una alumna psíquica reciente de Chin, juntos formaron el equipo Neo Psycho Soldier.

## Estilo de Pelea
Chin Genstai es el personaje con el estilo de pelea más inusual de todos. Sus golpes se basan en una antigua técnica llamada Suiken (Puño borracho) el cual es difícil de predecir debido a que sus ataques carecen de coordinación, como por ejemplo:
- Golpes y patadas. Estas últimas las ejecuta resbalando.

- Golpea con la cantimplora que lleva, utilizándola como si fuera un yoyo.

- Embriaga al oponente subiéndose en sus hombros y haciendo que ingiera el licor. Esto deja al oponente anonadado y lo hace caer poco después.

- Utiliza fuego. En ocasiones, es una larga llama que asciende, mientras que en otras, son muchas llamas pequeñas.

- Carga energía bebiendo.

## Vestimenta
Genstai utiliza en las primeras partes de la saga un pantalón blanco y un chaleco verde o rosa. Lleva el pecho y el vientre desnudo. En posteriores torneos, se viste como un traje chino, de morado, rosa o verde. Lleva siempre el cabello blanco cubriéndole los ojos. Carga en sus espaldas su cantimplora con vino chino.

## Comentarios
Chin Gentsai está basado en el maestro So Hai, mentor de Wong Fei Hung (Jackie Chan en The Drunken Master), conocedor de la técnica kung-fu de Los ocho dioses borrachos, arma infalible contra cualquier enemigo.
- Datos: Q8345380